# Liste der finnischen Abgeordneten zum EU-Parlament (1995–1996)
Die Liste der finnischen Abgeordneten zum EU-Parlament (1995–1996) listet alle finnischen Mitglieder des 4. Europäischen Parlamentes auf, die zum EU-Beitritt Finnlands am 1. Januar 1995 in das Europaparlament entsandt wurden.

## Mandatsstärke der Parteien
- GUE/NGL: 1
- SPE: 4
- Grüne: 1
- ELDR: 6
- EVP: 4

Die Mandatsverteilung spiegelte die Mandatsverhältnisse nach der letzten finnischen Parlamentswahl 1991 wider.
| Nationale Partei                          | Mandate | Fraktion                                                                                      |
| ----------------------------------------- | ------- | --------------------------------------------------------------------------------------------- |
| Suomen Keskusta (Kesk)                    | 5       | Fraktion der Europäischen Liberalen, Demokratischen und Reformpartei (ELDR)                   |
| Ruotsalainen kansanpuolue (Rkp)           | 1       | Fraktion der Europäischen Liberalen, Demokratischen und Reformpartei (ELDR)                   |
| Kansallinen Kokoomus (Kok)                | 4       | Fraktion der Europäischen Volkspartei (EVP)                                                   |
| Suomen Sosialidemokraattinen Puolue (SDP) | 4       | Fraktion der Sozialdemokratischen Partei Europas (SPE)                                        |
| Vihreä liitto (Vihr)                      | 1       | Fraktion Die Grünen                                                                           |
| Vasemmistoliitto (Vas)                    | 1       | Konföderale Fraktion der Vereinten Europäischen Linken/ 000Nordischen Grünen Linken (GUE/NGL) |
| SUMME                                     | 16      |                                                                                               |

## Abgeordnete
Alle Abgeordneten behielten bis zum 10. November 1996 ihr Mandat.
| Bild | Name                      | geb. | Partei | Fraktion | Kommentar |
| ---- | ------------------------- | ---- | ------ | -------- | --------- |
|      | Heidi Hautala             | 1955 | Vihr   | Grüne    |           |
|      | Ulpu Iivari               | 1948 | SDP    | SPE      |           |
|      | Timo Järvilahti           | 1943 | Kesk   | ELDR     |           |
|      | Riitta Jouppila           | 1940 | Kok    | EVP      |           |
|      | Ritva Laurila             | 1932 | Kok    | EVP      |           |
|      | Riitta Myller             | 1956 | SDP    | SPE      |           |
|      | Saara-Maria Paakkinen     | 1941 | SDP    | SPE      |           |
|      | Seppo Pelttari            | 1941 | Kesk   | ELDR     |           |
|      | Elisabeth Rehn            | 1935 | Rkp    | ELDR     |           |
|      | Olli Rehn                 | 1962 | Kesk   | ELDR     |           |
|      | Mikko Rönnholm            | 1946 | SDP    | SPE      |           |
|      | Pirjo Rusanen             | 1940 | Kok    | EVP      |           |
|      | Mirja Ryynänen            | 1944 | Kesk   | ELDR     |           |
|      | Marjatta Stenius-Kaukonen | 1947 | Vas    | GUE/NGL  |           |
|      | Kyösti Toivonen           | 1937 | Kok    | EVP      |           |
|      | Paavo Väyrynen            | 1946 | Kesk   | ELDR     |           |